# Alan Wheat

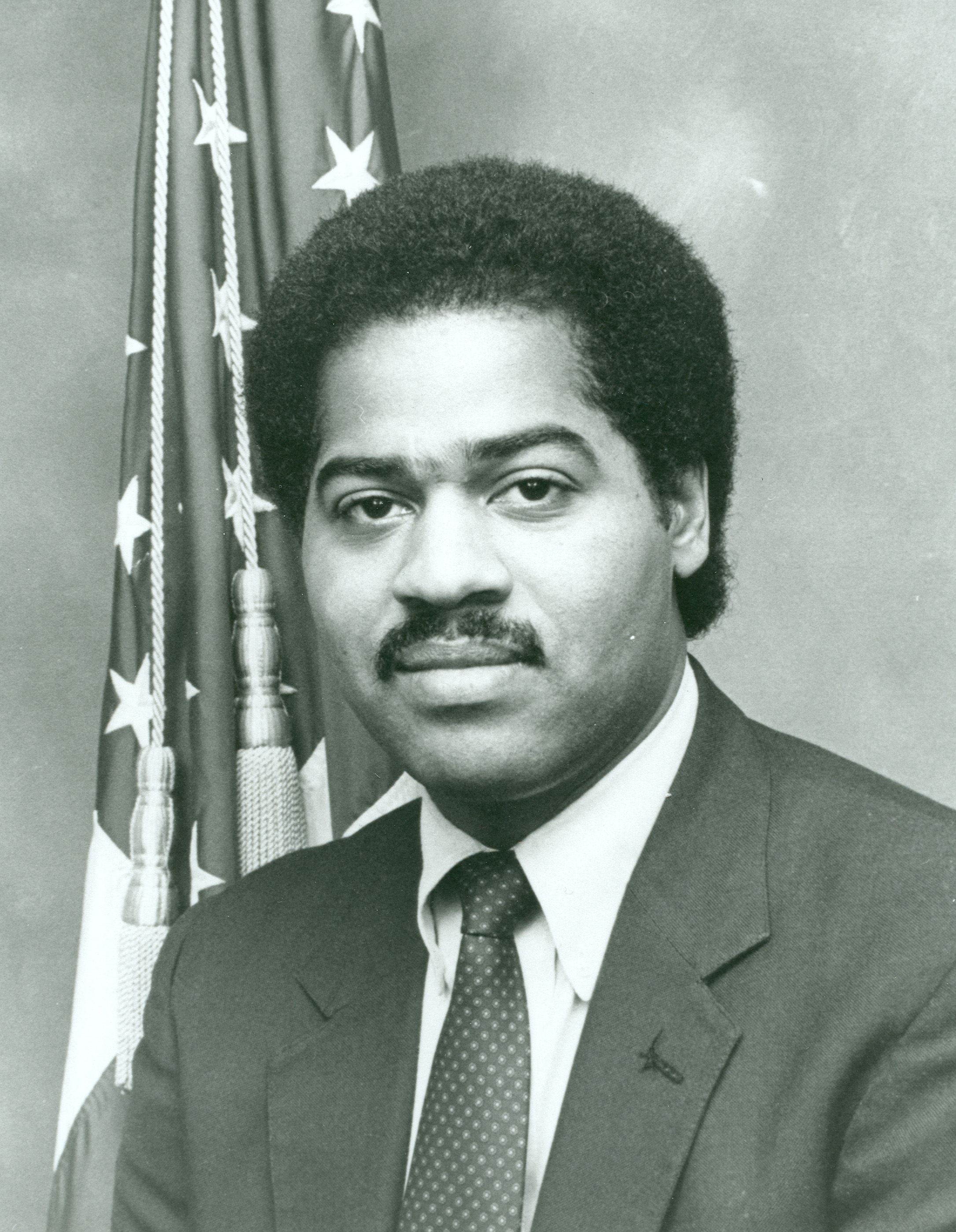
Alan Wheat

Alan Dupree Wheat (* 16. Oktober 1951 in San Antonio, Texas) ist ein US-amerikanischer Politiker. Zwischen 1983 und 1995 vertrat er den Bundesstaat Missouri im US-Repräsentantenhaus.

## Werdegang
Alan Wheat besuchte die öffentlichen Schulen in Wichita (Kansas) und im spanischen Sevilla sowie bis 1968 die Airline High School in Bossier City im Staat Louisiana. Daran schloss sich bis 1972 ein Studium am Grinnell College in Iowa an. In den folgenden Jahren arbeitete er in der Wirtschaft. Gleichzeitig begann er als Mitglied der Demokratischen Partei eine politische Laufbahn.
Wheat war zunächst im Stab der Bezirksverwaltung im Jackson County tätig. Zwischen 1977 und 1982 saß er als Abgeordneter im Repräsentantenhaus von Missouri. Im Jahr 1978 war er Delegierter auf dem regionalen demokratischen Parteitag in Missouri. Bei den Kongresswahlen des Jahres 1982 wurde Wheat im fünften Wahlbezirk von Missouri in das US-Repräsentantenhaus in Washington, D.C. gewählt, wo er am 3. Januar 1983 die Nachfolge von Richard Walker Bolling antrat. Nach fünf Wiederwahlen konnte er bis zum 3. Januar 1995 sechs Legislaturperioden im Kongress absolvieren. Dort war er zeitweise Mitglied im Committee on Rules. Im Jahr 1992 wurde der 27. Verfassungszusatz ratifiziert.
1994 verzichtete Alan Wheat zu Gunsten einer dann erfolglosen Kandidatur für den US-Senat auf eine mögliche Wiederwahl. Im Jahr 1996 gehörte er zum Wahlkampfteam von Präsident Bill Clinton. Außerdem gründete er seine eigene Lobbyfirma mit dem Namen Wheat Government Relations. Er war mit Yolanda Townsend verheiratet und hat drei Kinder.